# Würzfleisch

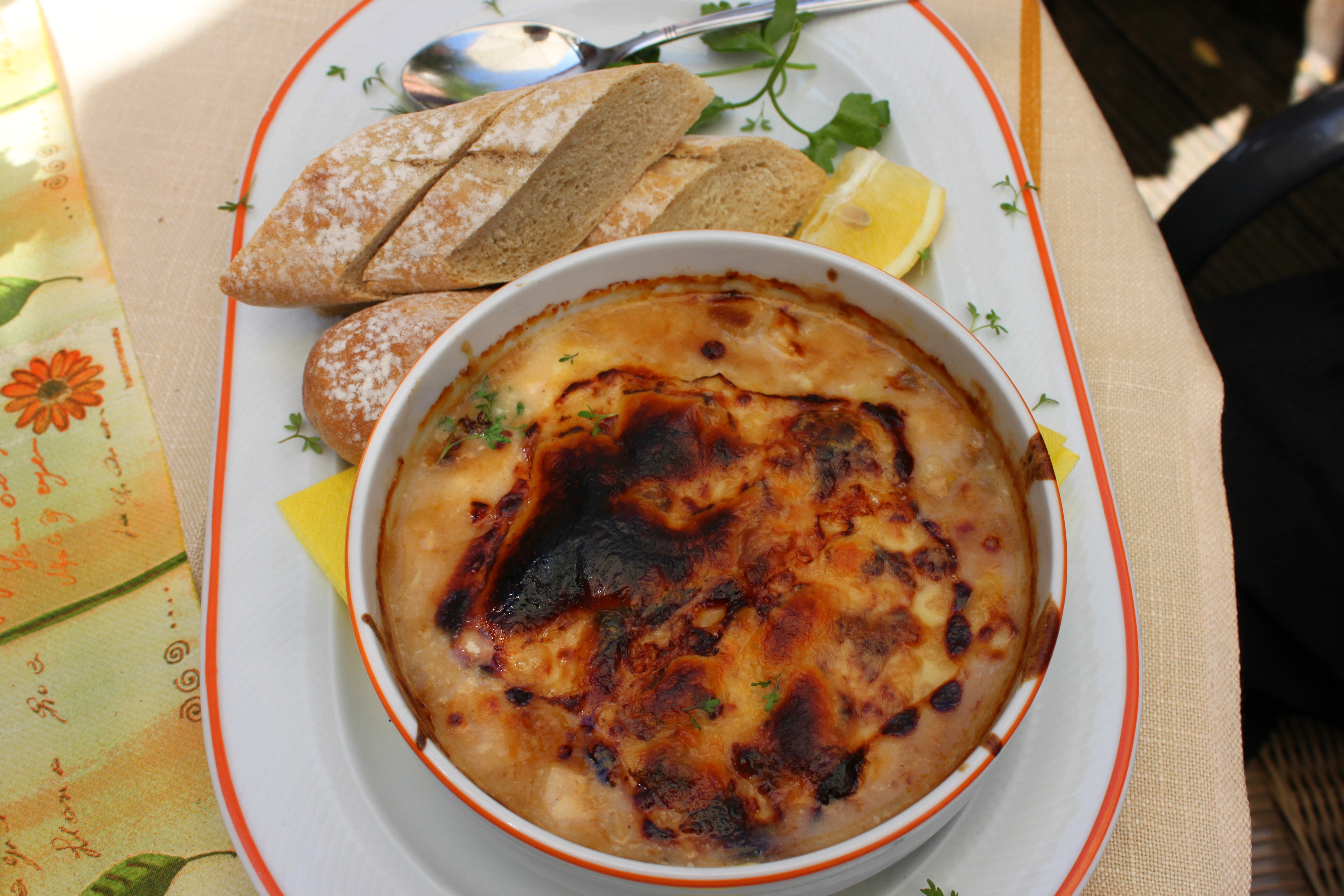
Helles Würzfleisch mit Worcestersauce, Zitrone und Brot

Würzfleisch ist ein Fleischgericht bzw. Ragout mit Sauce und wird daher auch als Saucenfleisch oder Sauté bezeichnet.

## Zubereitung
Zur Vorbereitung würfelt man rohes oder vorgekochtes Fleisch. Dieses wird angebraten und mit Weinbrand oder Wein deglaciert. Anschließend gießt man mit einer vorgekochten Sauce auf.

## Varianten
- Helles Würzfleisch ist eine Alternative zu Ragout fin. Mageres Geflügel- oder Schweinefleisch wird gekocht. Das ausgekühlte Fleisch wird in feine Würfel geschnitten. Danach mariniert man es mit Weißwein, Worcestersauce, Zitrone, weißem Pfeffer und Salz. Aus der Brühe kocht man eine Sauce velouté, die mit dem Fleisch vermischt wird. Das Würzfleisch wird in feuerfeste Förmchen gefüllt, mit Käse bestreut und gratiniert. Angerichtet wird es typischerweise mit Zitrone und Toastbrot; dazu wird Worcestersauce  gereicht.
- Würzfleisch vom Schwein – Als Variante in der Küche der DDR, die sich auch heute noch erhalten hat, wurde das Helle Würzfleisch mit Holländischer Sauce und Reibkäse gratiniert. Dies war auch gängig in Kombination mit einem Schweinesteak als Steak au four.